# Erny-Saint-Julien

Erny-Saint-Julien este o comună în departamentul Pas-de-Calais, Franța. În 1 ianuarie 2022 avea o populație de 337 de locuitori.